# Săcele
Pour les articles homonymes, voir Săcele (Constanța).
Săcele (en allemand: Langendorf, Siebendörfer, en hongrois; Négyfalu város, Szecsevalleváros, Nagyfalu, Négyfalu része, Hétfalu vagy, Hosszúfalu) est une ville de Transylvanie en Roumanie, dans le județ de Brașov ayant le titre de municipe.
La ville est composée de villages anciens qui forment aujourd'hui les principaux quartiers suivant :
- Baciu (Bacsfalu)
- Turcheş (Türkös)
- Cernatu (Csernátfalu)
- Satulung (Hosszufalu)

## Localisation
La ville de Săcele est située dans la partie sud-est du comté Braşov (à 15 km du centre-ville de Brașov), à l'extrême sud du Pays de la Bârsa, sur les rives de la rivière Tărlung, à contreforts de montagnes Piatra Mare.

## Monuments et lieux touristiques
- Église orthodoxe "Saint Nicolas" - Cernatu (construite au XVIIIe siècle), monument historique
- Église orthodoxe "St. Archangels" - Satulung (construite au XVIIIe siècle), monument historique
- Église orthodoxe "Sf. Adormire" - Turcheş (construite au XVIIIe siècle), monument historique
- Église orthodoxe "Assomption de Marie" - Satulung (construite au XIXe siècle), monument historique
- Canyon "Şapte Scări"
- Montagnes Piatra Mare
- Montagnes Ciucaş
- Poiana Anghelescu

## Fêtes locales
- City Day Săcele, qui se tient chaque année le 20 juillet (le jour de Saint-Élie) dans un endroit très connu du nom Poiana Anghlescu
- Boule Pies (à cette occasion sont préparés le berger tartes avec fromage salé, d'après une recette traditionnel)
- Fête du csángó

## Relations internationales
La ville de Săcele est jumelée avec :
- Vire (France)
- Kisújszállás (Hongrie)

## Galerie

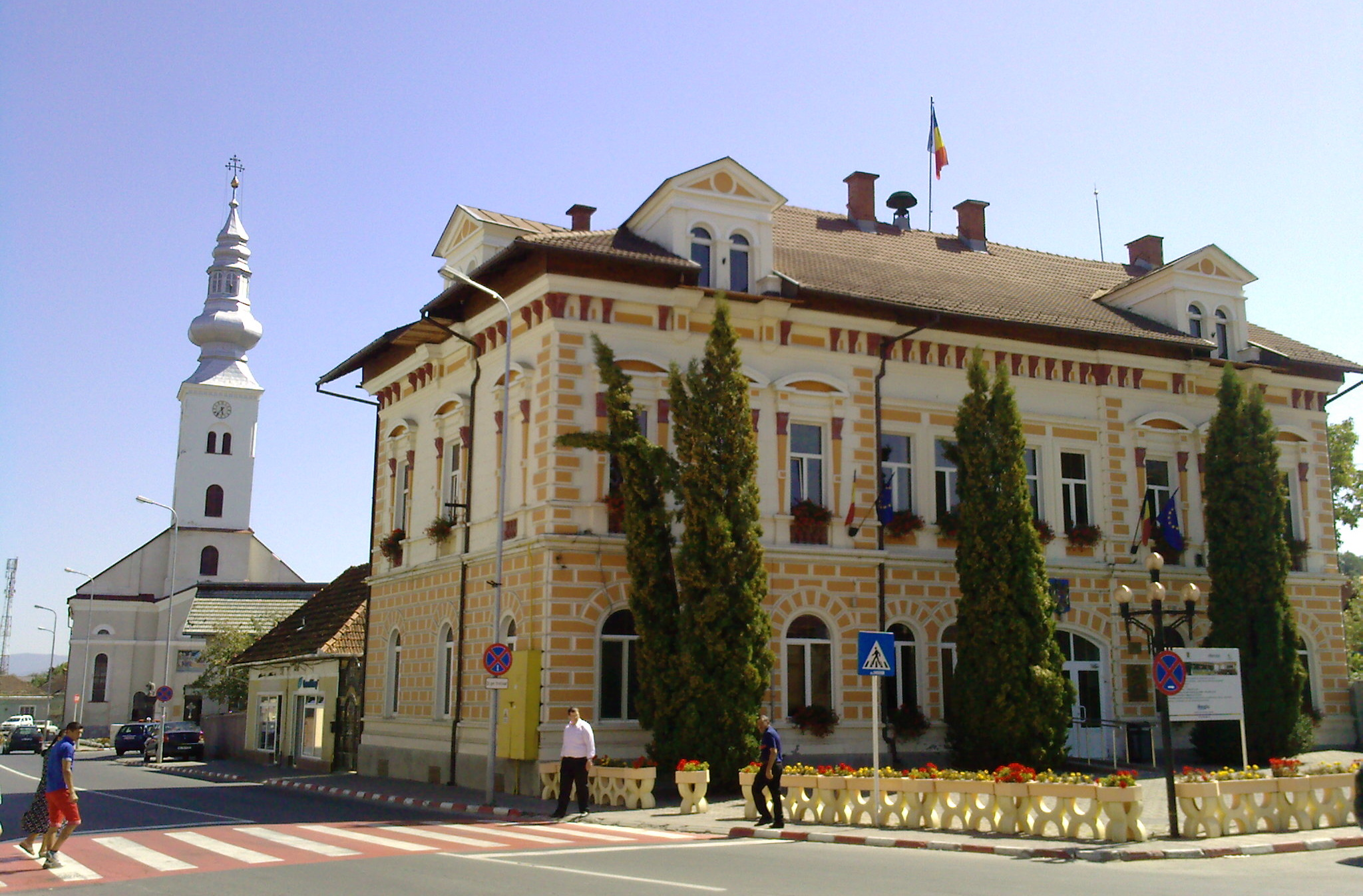
Săcele (centre)
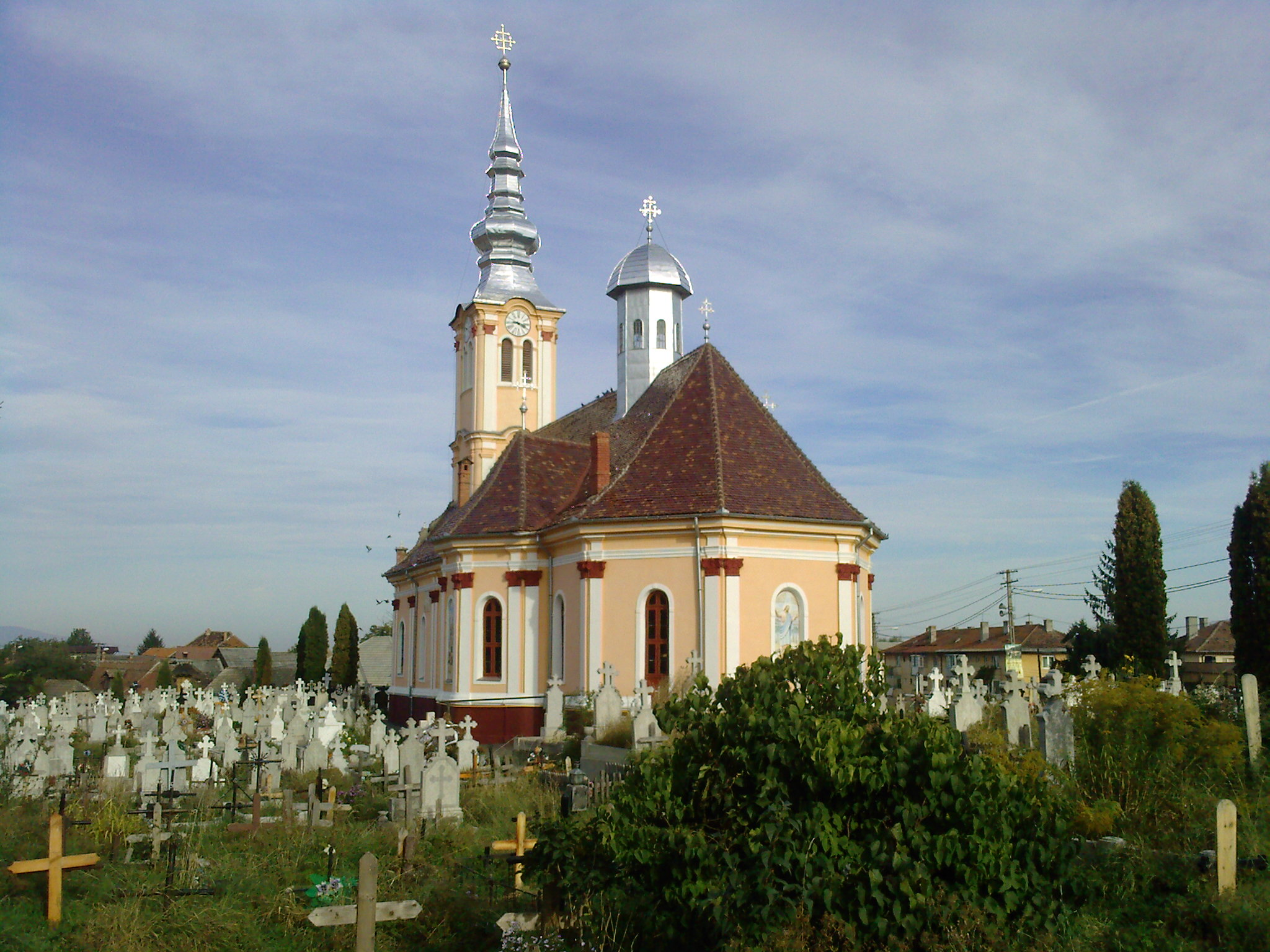
L'église orthodox "Sf. Adormire"
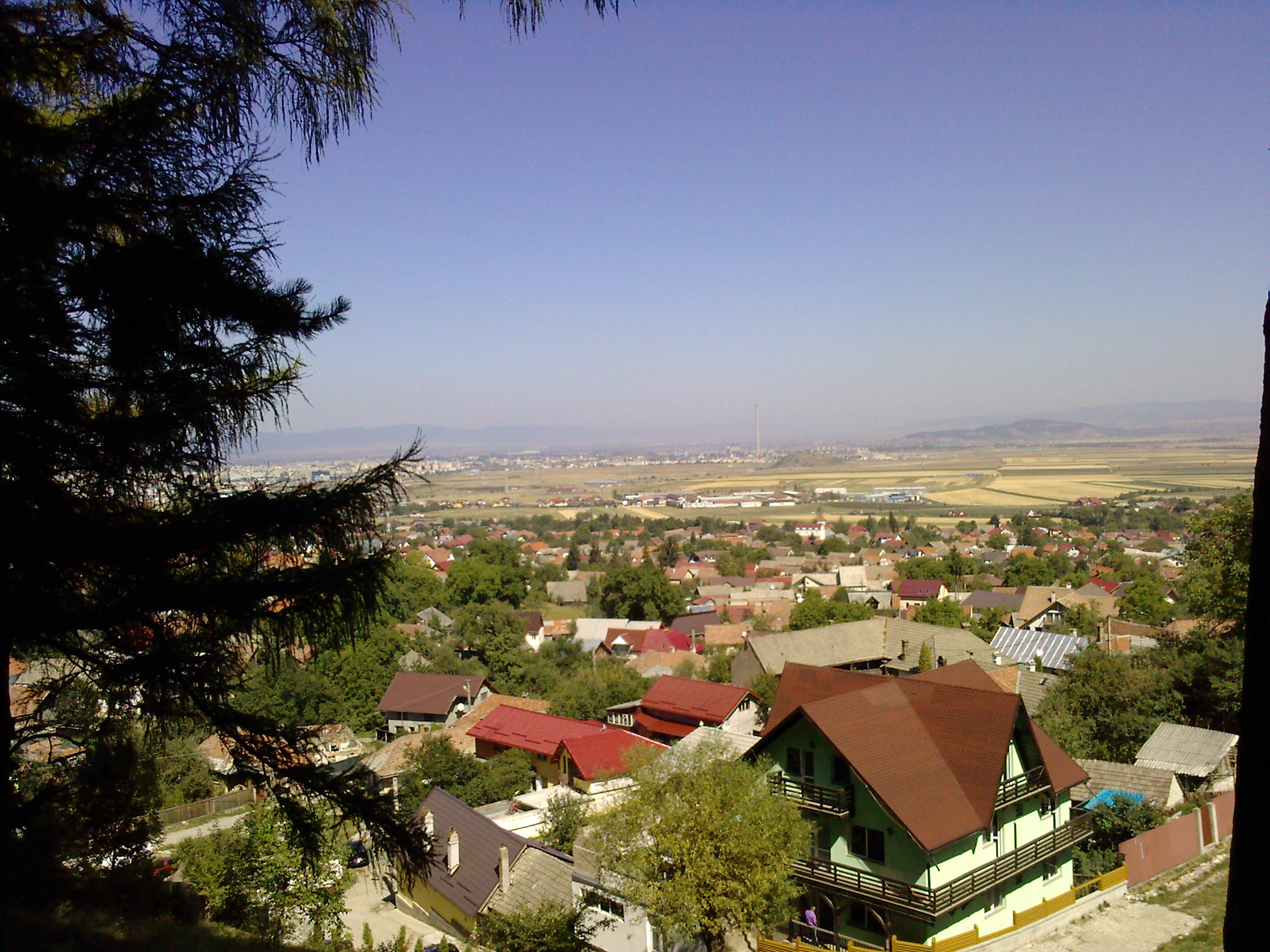
Săcele